# Гуцол Михайло Андрійович
Гуцол Михайло Андрійович (нар. 21 листопада 1959, Снітків, Мурованокуриловецький р-н, Вінницька обл.) — музикант, Заслужений працівник культури України, керівник Зразкового дитячого духового оркестру «Партеніт» (Партеніт, АР Крим).

## Життєпис
Народився Михайло Гуцол в селі Снітків на Вінниччині.
Після закінчення Снітківської школи вступив до Вінницького музичного училище ім. М.Лисенка.
Продовжив здобувати фахову музичну освіту в Петрозаводській філії Ордена Леніна Ленінградської державної консерваторії ім. Н.А Римського-Корсакова.
З 1982 року розпочав працювати викладачем відділу духових та ударних інструментів Дитячої музичної школи ім П.А Пчелінцева селища Партеніт, міста Алушта. У 1983 році організував дитячий духовий оркестр. 

## Творча діяльність
Гуцол Михайло є керівником Зразкового дитячого духового оркестру «Партеніт».

### Зразковий оркестр «Партеніт»
Щорічна концертна діяльність колективу становить від 40 до 50 виступів на рік.
Неодноразово колектив представляв концертну програму на міжнародних сценах: в Австрії (Відень, Зальцбург), в Бельгії (Флобек, Лессін, Брюссель), в Іспанії (Барселона, Олеса де Монтсеррат), в Німеччині (Берлін, Хайдельберг, Байройт, Саарбрюкен) та в Люксембурзі.
Солісти оркестру брали участь в Республіканському конкурсі «Юний віртуоз», конкурсі духових оркестрів Криму, Міжнародних конкурсах «Фанфари Ялти».
12 березня 2012 року в Сімферополі, в концертному залі музичного училища імені Петра Чайковського відбувся республіканський конкурс духових оркестрів музичних шкіл  "Юний віртуоз". Традиційно, перше місце в конкурсі зайняв духовой оркестр під керівництвом Гуцола М. А.
26 жовтня 2013 року відбувся звітно-ювілейний концерт Партенітського дитячого духового оркестру "Партеніт" до 30-річчя його створення.
Випускники класу є лауреатами та дипломантами конкурсів і фестивалів різних рівнів (зональних, республіканських, міжнародних). Солісти оркестру навчаються в музичних училищах, у вищих навчальних закладах культури і мистецтв України та Росії, є солістами професійних симфонічних оркестрів.
29 вересня 2018 року Зразковий дитячий духовий оркестр "Партеніт" відсвяткував 35-річчя створення. Святковий концерт відбувся в залі військогвого санаторію "Крим".

### Член журі музичних фестивалів
- Міжнародний фестиваль ім. В. Соколика «Фанфари Ялти» — 2000—2017 роки,
- Фестиваль «Фанфари Ялти — юніор».

## Родина
Дружина: Гуцол Олена Клавдіївна — заслужений працівник культури АР Крим, заслужений діяч мистецтв України. Нагороджена Почесним знаком за заслуги перед Алуштою.

## Світлини в інтернеті
Новини Партеніта, Духовий оркестр, 16.12.2010